# Godfrey Khotso Mokoena
Godfrey Khotso Mokoena (né le 6 mars 1985 à Heidelberg) est un athlète sud-africain, spécialiste du saut en longueur et du triple saut.

## Biographie
Athlète polyvalent à ses débuts, Godfrey Mokoena se distingue tout d'abord au saut en hauteur en se classant à la cinquième place des Championnats du monde jeunesse 2001. Il se concentre ensuite sur le saut en longueur et le triple saut, épreuves dans lesquelles il améliore les records d'Afrique du Sud cadets, juniors et séniors entre 2002 et 2006. En 2003, âgé de dix-huit ans seulement, il remporte deux médailles à l'occasion des Jeux panafricains d'Abuja, l'argent au triple saut et le bronze au saut en longueur. L'année suivante, Mokoena devient champion du monde junior du triple saut, et termine par ailleurs deuxième du concours de la longueur, derrière l'Italien  Andrew Howe.
En 2008, Godfrey Mokoena s'adjuge son premier grand titre international majeur en catégorie sénior en remportant l'épreuve du saut en longueur des Championnats du monde en salle de Valence, devançant avec un saut à 8,08 m le Britannique Chris Tomlinson. Sélectionné en août pour participer aux Jeux olympiques de Pékin, Mokoena remporte la médaille d'argent du saut en longueur, la seule de la délégation sud-africaine, se classant derrière le Panaméen Irving Saladino.
Le 4 juillet 2009, Godfrey Mokoena établit un nouveau record d'Afrique du saut en longueur en réalisant 8,50 m lors du meeting de Madrid. Il améliore de quatre centimètres le précédent record du Sénégalais Cheikh Touré datant du 15 juin 1997. Le 22 août, il termine deuxième de la finale des Championnats du monde de Berlin avec 8,47 m, derrière l'Américain Dwight Phillips.
En début de saison 2010, le Sud-Africain devient vice-champion du monde en salle du saut en longueur, à Doha au Qatar, derrière l'Australien Fabrice Lapierre. Durant l'été, il remporte son premier titre continental en dominant la finale des championnats d'Afrique de Nairobi au Kenya, avec un saut à 8,23 m.
Il se classe huitième des Jeux olympiques d'été de 2012, et septième des championnats du monde 2013.
En 2014, Godfrey Mokoena s'adjuge la médaille d'or du triple saut durant les Jeux du Commonwealth se déroulant à Glasgow, en Écosse. Lors des championnats d'Afrique tenus à Marrakech au Maroc, il remporte la médaille d'argent du saut en longueur, derrière son compatriote Zarck Visser, et s'adjuge la médaille d'or du triple saut en atteignant la marque de 17,03 m. Il remporte l'épreuve du saut en longueur de la Ligue de diamant 2014, grâce notamment à sa victoire obtenue lors du Mémorial Van Damme de Bruxelles. En fin de saison 2014, toujours à Marrakech, il se classe deuxième du triple saut lors de la coupe continentale d'athlétisme, derrière le Français Benjamin Compaoré, mais établit un nouveau record d'Afrique du Sud avec 17,35 m. 
Le 8 février 2017, il remporte le saut en longueur du meeting en salle de Paris avec un saut à 7,95 m, peu après avoir sauté 8,05 m à Mondeville. Grâce à ses victoires au meeting de Karlsruhe et au Birmingham Indoor Grand Prix, il remporte le World Indoor Tour dans la discipline.
Le 27 mai, il s'impose à Weinheim avec 8,19 m puis à Marseille le 3 juin avec 8,07 m.

## Palmarès
| Date | Compétition                        | Lieu                               | Résultat | Épreuve     | Marque  |
| ---- | ---------------------------------- | ---------------------------------- | -------- | ----------- | ------- |
| 2001 | Championnats du monde cadets       | Debrecen                           | 5e       | Hauteur     | 2,10 m  |
| 2003 | Jeux panafricains                  | Abuja                              | 3e       | Longueur    | 7,83 m  |
| 2003 | Jeux panafricains                  | Abuja                              | 2e       | Triple saut | 16,28 m |
| 2004 | Championnats du monde juniors      | Grosseto                           | 2e       | Longueur    | 8,09 m  |
| 2004 | Championnats du monde juniors      | Grosseto                           | 1er      | Triple saut | 16,77 m |
| 2005 | Championnats du monde              | Helsinki                           | 7e       | Longueur    | 8,11 m  |
| 2006 | Championnats du monde en salle     | Moscou                             | 5e       | Longueur    | 8,01 m  |
| 2006 | Jeux du Commonwealth               | Melbourne                          | 4e       | Longueur    | 8,04 m  |
| 2006 | Jeux du Commonwealth               | Melbourne                          | 2e       | Triple saut | 16,95 m |
| 2006 | Championnats d'Afrique             | Bambous                            | 2e       | Longueur    | 8,45 m  |
| 2006 | Championnats d'Afrique             | Bambous                            | 2e       | Triple saut | 16,67 m |
| 2007 | Jeux panafricains                  | Alger                              | 3e       | Longueur    | 7,99 m  |
| 2007 | Championnats du monde              | Osaka                              | 5e       | Longueur    | 8,19 m  |
| 2007 | Finale mondiale                    | Stuttgart                          | 3e       | Longueur    | 8,12 m  |
| 2008 | Championnats du monde en salle     | Valence                            | 1er      | Longueur    | 8,08 m  |
| 2008 | Jeux olympiques                    | Pékin                              | 2e       | Longueur    | 8,24 m  |
| 2009 | Championnats du monde              | Berlin                             | 2e       | Longueur    | 8,47 m  |
| 2009 | Finale mondiale                    | Thessalonique                      | 3e       | Longueur    | 8,17 m  |
| 2010 | Championnats du monde en salle     | Doha                               | 2e       | Longueur    | 8,08 m  |
| 2010 | Championnats d'Afrique             | Nairobi                            | 1er      | Longueur    | 8,23 m  |
| 2012 | Jeux olympiques                    | Londres                            | 8e       | Longueur    | 7,93 m  |
| 2013 | Championnats du monde              | Moscou                             | 7e       | Longueur    | 8,10 m  |
| 2013 | Ligue de diamant                   | Ligue de diamant                   | 3e       | Longueur    | détails |
| 2014 | Jeux du Commonwealth               | Glasgow                            | 1er      | Triple saut | 17,20 m |
| 2014 | Championnats d'Afrique             | Marrakech                          | 2e       | Longueur    | 8,02 m  |
| 2014 | Championnats d'Afrique             | Marrakech                          | 1er      | Triple saut | 17,03 m |
| 2014 | Ligue de diamant                   | Ligue de diamant                   | 1er      | Longueur    | détails |
| 2014 | Coupe continentale                 | Marrakech                          | 2e       | Triple saut | 17,35 m |
| 2015 | Championnats du monde              | Pékin                              | 9e       | Triple saut | 16,81 m |
| 2016 | Championnats d'Afrique             | Durban                             | 3e       | Triple saut | 16,77 m |
| 2017 | Circuit mondial en salle de l'IAAF | Circuit mondial en salle de l'IAAF | 1er      | Longueur    | détails |
| 2018 | Championnats du monde en salle     | Birmingham                         | 14e      | Longueur    | 7,53 m  |
| 2018 | Championnats d'Afrique             | Asaba                              | 2e       | Triple saut | 16,83 m |
| 2018 | Coupe continentale                 | Ostrava                            | 7e       | Triple saut | 16,25 m |

## Records
| Épreuve          | Épreuve   | Performance  | Lieu      | Date              |
| ---------------- | --------- | ------------ | --------- | ----------------- |
| Saut en longueur | Plein air | 8,50 m       | Madrid    | 4 juillet 2009    |
| Saut en longueur | En salle  | 8,18 m       | Paris     | 23 février 2007   |
| Triple saut      | Plein air | 17,35 m (NR) | Marrakech | 14 septembre 2014 |
| Triple saut      | En salle  | 16,22 m      | Stockholm | 20 février 2007   |